# مایکل داف (فیزیکدان)
 مایکل داف (انگلیسی: Michael Duff؛ زاده ۲۸ ژانویهٔ ۱۹۴۹) یک دانشمند بریتانیایی در زمینه فیزیک نظری، ابرگرانش، نظریه ریسمان و نظریه ام است. 